# Centaurea aspromontana
Centaurea aspromontana — вид квіткових рослин айстрових (Asteraceae). Ендемік півдня Італії. 2n=18.